# Gran Pilastro
Le Gran Pilastro en italien ou Hochfeiler en allemand est un sommet des Alpes, à 3 508 ou 3 509 m, point culminant des Alpes de Zillertal, entre l'Autriche (Tyrol) et l'Italie (province autonome de Bolzano).